# 第58回全国高等学校野球選手権大会
第58回全国高等学校野球選手権大会（だい58かいぜんこくこうとうがっこうやきゅうせんしゅけんたいかい）は、1976年8月9日から8月21日までの13日間にわたり、阪神甲子園球場で行われた全国高等学校野球選手権大会である。

## 概要
3年連続で地区割再編が実施され、東北・北四国・中九州の地区大会が廃止となり、山形・宮城・香川・愛媛・大分・熊本が1県1校の代表として出場するようになった。

## 代表校
| 地方大会 | 代表校     | 出場回数      |
| -------- | ---------- | ------------- |
| 北北海道 | 釧路江南   | 10年ぶり3回目 |
| 南北海道 | 東海大四   | 初出場        |
| 岩手     | 花北商     | 初出場        |
| 奥羽     | 秋田商     | 2年連続8回目  |
| 山形     | 日大山形   | 3年ぶり4回目  |
| 宮城     | 東北       | 4年ぶり9回目  |
| 福島     | 学法石川   | 初出場        |
| 茨城     | 鉾田一     | 初出場        |
| 栃木     | 小山       | 8年ぶり2回目  |
| 埼玉     | 所沢商     | 初出場        |
| 北関東   | 塩山商     | 初出場        |
| 千葉     | 銚子商     | 2年ぶり9回目  |
| 東東京   | 日体荏原   | 初出場        |
| 西東京   | 桜美林     | 初出場        |
| 神奈川   | 東海大相模 | 3年連続6回目  |
| 長野     | 松商学園   | 2年連続21回目 |
| 新潟     | 高田商     | 初出場        |
| 北陸     | 星稜       | 4年ぶり2回目  |
| 福滋     | 福井       | 初出場        |
| 静岡     | 東海大一   | 11年ぶり2回目 |
| 愛知     | 中京       | 4年ぶり17回目 |

| 地方大会 | 代表校   | 出場回数       |
| -------- | -------- | -------------- |
| 岐阜     | 市岐阜商 | 初出場         |
| 三重     | 三重     | 2年連続6回目   |
| 京都     | 京都商   | 3年ぶり7回目   |
| 紀和     | 天理     | 2年連続7回目   |
| 大阪     | PL学園   | 2年ぶり5回目   |
| 兵庫     | 市神港   | 8年ぶり7回目   |
| 岡山     | 岡山東商 | 2年連続9回目   |
| 広島     | 崇徳     | 15年ぶり2回目  |
| 山陰     | 浜田     | 5年ぶり3回目   |
| 山口     | 宇部商   | 7年ぶり2回目   |
| 香川     | 高松商   | 3年ぶり13回目  |
| 愛媛     | 今治西   | 3年ぶり5回目   |
| 南四国   | 徳島商   | 11年ぶり10回目 |
| 福岡     | 柳川商   | 3年ぶり3回目   |
| 西九州   | 海星     | 3年ぶり11回目  |
| 熊本     | 熊本工   | 37年ぶり5回目  |
| 大分     | 柳ヶ浦   | 初出場         |
| 宮崎     | 福島     | 初出場         |
| 鹿児島   | 鹿児島実 | 2年ぶり5回目   |
| 沖縄     | 豊見城   | 初出場         |

## 試合結果

### 1回戦
8月9日
- 東海大相模 5 - 0 釧路江南
- 市神港 1 - 0 岡山東商
- 天理 10 - 5 塩山商

8月10日
- 海星 2x - 1 徳島商（延長10回）
- 福井 8 - 0 市岐阜商
- 柳ヶ浦 3 - 1 花北商
- 小山 2 - 0 京都商

8月11日
- 秋田商 4 - 3 宇部商
- 中京 1 - 0 学法石川

### 2回戦
- 今治西 2 - 1 熊本工（延長11回）
- 桜美林 4 - 0 日大山形

8月12日
- PL学園 1 - 0 松商学園
- 東北 7 - 1 所沢商
- 高田商 10 - 7 福島
- 崇徳 10 - 8 東海大四

8月13日
- 柳川商 4 - 0 三重
- 星稜 1 - 0 日体荏原
- 東海大一 8 - 1 浜田

8月14日
- 豊見城 3 - 0 鹿児島実
- 銚子商 5 - 3 高松商（延長14回）
- 市神港 7 - 4 鉾田一（延長11回）

8月15日
- 小山 1 - 0 東海大相模
- 中京 7 - 1 柳ヶ浦
- 天理 5x - 4 秋田商（延長12回）

8月16日
- 海星 8 - 0 福井

### 3回戦
- 東北 6 - 0 今治西
- PL学園 1 - 0 柳川商

8月17日
- 海星 1 - 0 崇徳
- 星稜 3 - 2 天理
- 豊見城 2 - 1 小山

8月18日
- 桜美林 3 - 2 市神港
- 中京 12 - 1 高田商
- 銚子商 4 - 1 東海大一

### 準々決勝
8月19日
- 星稜 1 - 0 豊見城
- 桜美林 4 - 2 銚子商
- PL学園 9 - 3 中京
- 海星 4 - 2 東北

### 準決勝
8月20日
- 桜美林 4 - 1 星稜
- PL学園 3 - 2 海星

### 決勝
|        | 1 | 2 | 3 | 4 | 5 | 6 | 7 | 8 | 9 | 10 | 11 | R | H  | E |
| ------ | - | - | - | - | - | - | - | - | - | -- | -- | - | -- | - |
| PL学園 | 0 | 0 | 0 | 3 | 0 | 0 | 0 | 0 | 0 | 0  | 0  | 3 | 10 | 1 |
| 桜美林 | 1 | 0 | 0 | 0 | 0 | 0 | 2 | 0 | 0 | 0  | 1x | 4 | 15 | 2 |

1. （Ｐ）：中村 - 黒石
2. （桜）：松本 - 渋谷
3. 審判
［球審］永野
［塁審］山川・三輪・鈴木
4. 試合時間：2時間43分

## 大会本塁打
1回戦
- 第1号：津末英明（東海大相模）
- 第2号：津末英明（東海大相模）
- 第3号：中広欣明（福井）
- 第4号：柿田登（宇部商）
- 第5号：千賀儀雄（中京）

2回戦
- 第6号：渋谷博（桜美林）
- 第7号：安田昌巧（桜美林）
- 第8号：松田千秋（高田商）
- 第9号：渡辺和広（福島）
- 第10号：佐藤斉（銚子商）

3回戦
- 第11号：小松辰雄（星稜）

準々決勝
- 第12号：佐藤斉（銚子商）
- 第13号：中村誠治（PL学園）

## その他の主な出場選手
- 武藤一邦（秋田商）
- 佐々木淳（東北）
- 荒川博之（小山）
- 宇野勝（銚子商）
- 尾上旭（銚子商）
- 原辰徳（東海大相模）
- 岡部憲章（東海大相模）
- 村中秀人（東海大相模）
- 川島正幸（松商学園）
- 佐古雅俊（福井）
- 湧川勉（中京）
- 鈴木康友（天理）
- 福家雅明（天理）

- 米村明（PL学園）
- 上野克二（市神港）
- 黒田真二（崇徳）
- 應武篤良（崇徳）
- 山崎隆造（崇徳）
- 小川達明（崇徳）
- 久保康生（柳川商）
- 立花義家（柳川商）
- 酒井圭一（海星）
- 平田勝男（海星）
- 西村徳文（福島）
- 赤嶺賢勇（豊見城）